# Lago Larati
Lago Larati är en sjö i Bolivia.   Den ligger i departementet Cochabamba, i den centrala delen av landet, 210 km norr om huvudstaden Sucre. Lago Larati ligger 3 667 meter över havet. Arean är 1,4 kvadratkilometer.
Trakten runt Lago Larati består i huvudsak av gräsmarker. Runt Lago Larati är det glesbefolkat, med 13 invånare per kvadratkilometer.